# Иоаким I Афинянин

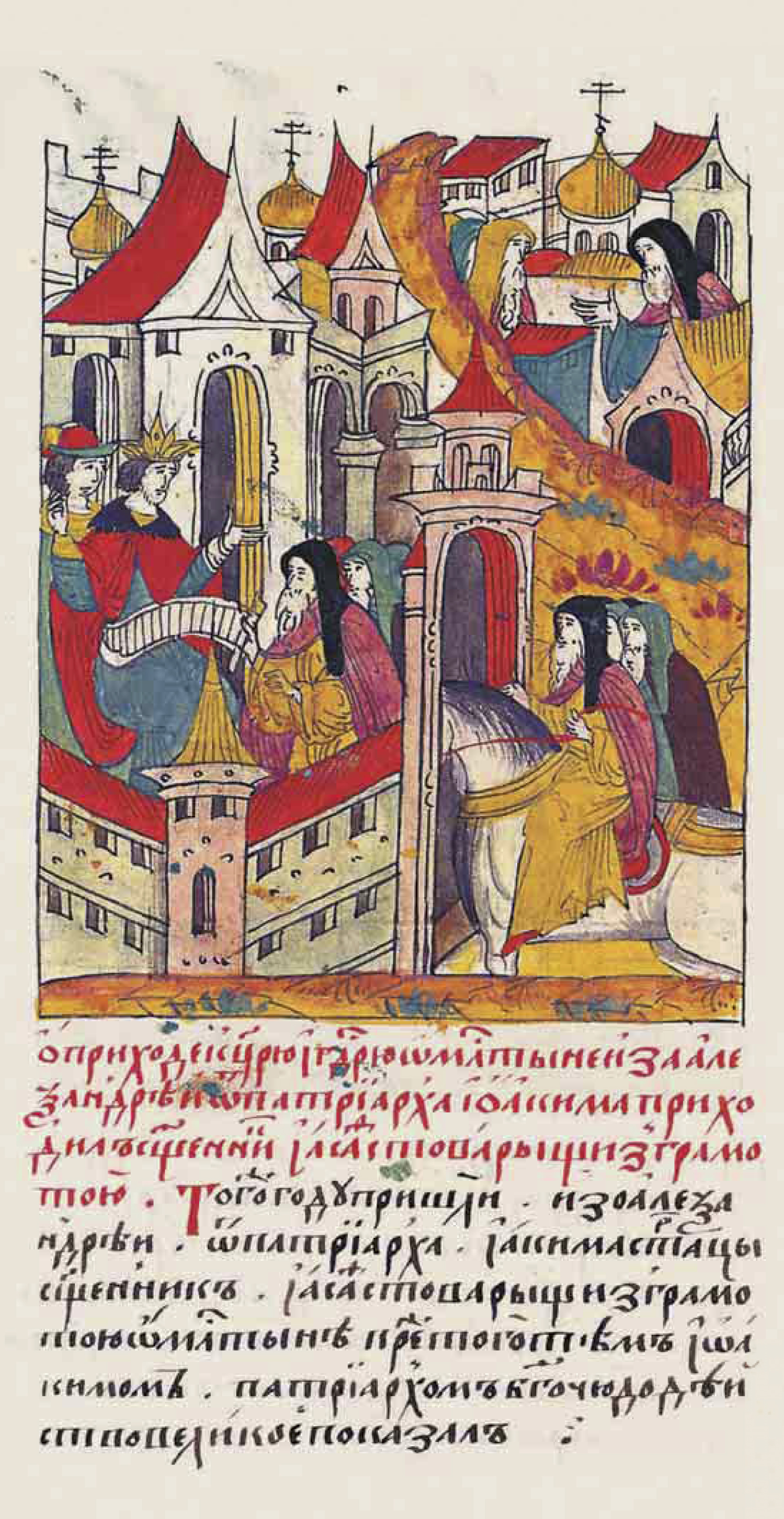
Приход посланников от Иоакима к Ивану Грозному

Патриа́рх Иоаки́м (Па́ни, Афи́нянин, греч. Πατριάρχης Ιωακείμ ο Πάνυ; ум. 1567) — патриарх Александрийский (1487—1565 или 1567; с перерывом), святитель (память 17 сентября по юлианскому календарю).

## Биография
Уроженец Афин, он вместе с родителями покинул Грецию после турецкого вторжения. Провёл 12 лет на Синае, в 1480 году он прибыл в Палестину, где сблизился с будущим патриархом Иерусалимским Германом.
Часто посещая Египет, Иоаким завоевал известность и авторитет, и в 1487 году в 38-летнем возрасте был избран на Александрийский патриарший престол.
Патриарх Иоаким снискал славу аскета и подвижника, чье благочестие признавали даже иноверцы.
Когда Египет был занят турецким султаном Селимом I (1512—1520), Иоаким испросил гарантию, закрепившую патриаршие привилегии. Он поддерживал связь с царским двором России, откуда получал денежную помощь для поддержания патриаршего престола. По почину Константинопольского собора 1544 года патриарх Иоаким установил порядок, по которому все последующие архиепископы Синайские должны быть назначаемы патриархом Иерусалимским.
Во время продолжительного патриаршества Иоаким стал свидетелем резких политических перемен на Ближнем Востоке: в 1516—1517 годах Сирию и Египет завоевали турки, после чего эти страны на несколько веков вошли в состав Османской империи.
Посетивший Египет в 1651 году русских монах Арсений (Суханов) сообщал, что в Каире постоянно живут 600 православных арабов и греков, а вместе с приезжими их насчитывается порядка тысячи человек.
С патриархом Иоакимом связано предание о великих чудесах, совершённых по молитве святителя. Когда в Египте свирепствовала чума, один из врагов христианства, врач по профессии, распустил между турками молву, что вина постигшего их несчастия — христиане, якобы околдовывающие воду. Клевета дошла до Египетского султана, который потребовал привести к нему патриарха Иоакима для личных объяснений. Султан сначала вёл с ним длинную беседу о вере, но, увидев, что святитель с глубоким убеждением и ясными доказательствами оправдал веру христианскую и опровергал ислам, приказал ему в оправдание Евангельских слов переставить гору, находящуюся по соседству с Каиром. Патриарх не поколебался в вере — попросив несколько дней для молитвы, патриарх с верными христианами постом, бдением и молитвами умилостивлял Господа и просил не посрамить их. В назначенное время при стечении множества народа патриарх сказал горе во Имя Христово, чтобы та двинулась со своего места и перешла на другое: гора сотряслась в основании и оставила своё место. Остановленная тем же Именем Христовым, она получила называние по-турецки «дур-даго» («стань гора»). Не зная, чем поколебать православных, злоумышленники приготовили смертоносный яд и убедили султана, чтобы тот велел патриарху выпить его, вновь ссылаясь на слова Христа. Султан приказал подать патриарху яд. Полный веры в силу Креста Христова, патриарх осенил чашу крестом, выпил и остался невредим. После этого, сполоснув стакан водой, патриарх просил, чтобы выпил её врач, приготовивший напиток. Отказаться было нельзя, потому что сам султан того требовал. Врач выпил воду и умер. Когда об этих дивных событиях узнал патриарх Константинопольский святитель Нифонт, он послал в Александрию епископа Рандинийского Акакия и преподобного Феофила, чтобы они узнали подробно и удостоверились в том, что там произошло. Посланники подтвердили чудо.
Скончался в 1567 году в возрасте 119 лет.

## Канонизация и почитание
Святитель Иоаким был прославлен Александрийской православной церковью, после чего решением Священного синода от 7 мая 2003 года его память была внесена в диптих святых Русской православной церкви. Память 17 сентября.